# 三门镇 (平陆县)
三门镇，是中华人民共和国山西省运城市平陆县下辖的一个乡镇级行政单位。2021年4月20日，撤销坡底乡，整建制并入三门镇。

## 行政区划
三门镇下辖以下地区：
将勿村、于庙村、三门村、大咀村、过村、马村、淹底村、东中村、狮沟村、寨后村、岳庄村、刘庄村、徐滹沱村和望原村。